# Ayşe Sultan (Haseki de Osman II)
Haseki Ayşe Sultan (en turco otomano: عایشه سلطان‎, "viva") (Estambul, 1603 — Estambul, c. 1640), nacida como Ayşe Hanım Sultan, fue la primera consorte y Haseki Sultan del sultán Osman II del Imperio Otomano.

## Vida
Nacida alrededor de 1603, es registrada en la familia imperial como una familiar lejana. Su nombre aparece en los registros de carteras privadas a partir de 1619, pero no se sabe nada de ella excepto su nombre y aparentes orígenes.
Los historiadores dictan que Ayşe nació alrededor de 1603 (otros dicen que nació en 1601) en Estambul. Su padre era el astrólogo Ahmed Efendi, hijo de Pertev Paşa, quién era descendiente de una princesa otomana (es catalogada como bisnieta de Hatice Sultan, ya que hay información que lo valida). Pero como tal no hay más información sobre ella. Su estatus y vida personal se perdieron en la historia.
Según Leslie Peirce, Ayşe era la Haseki Sultan de Osman. Pero según el historiador Pitterberg, Osman II no tenía una Haseki y Ayşe era solo "una consorte políticamente insignificante". Aunque su estado era discutible, está claro que Ayşe no podía convertirse en una figura femenina prominente como otras Haseki. Además, una institutriz (daye hatun) que fue nombrada como Valide suplente (ya que no se sabe nada sobre la madre de Osman, Mahfiruz, después de 1611), no pudo contrarrestar la artimaña de la madre de Mustafá I, Halime Sultan, en el Palacio Viejo. Esta condición hizo de la notoria ausencia de una base de poder femenino en el harén durante el reinado de su cónyuge, la debilidad básica y excepcional que padecía Osman II. No se sabe con certeza si Ayşe como tal tenía hijos, pero se tiene al Şehzade Ömer como su hijo.

## Últimos años
Después de la muerte de Osman en 1622, se quedó en el Palacio Viejo. Privy Purse registra su presencia por última vez en 1640, meses luego de la muerte de Murad IV. Fecha que posiblemente dejó de ser registrada y en la que falleció de causas desconocidas. Fue enterrada junto con otros familiares en el Cementerio de Eyup.